# Новогуровка
Новогу́ровка (рос. Новогуровка, башк. Яңы Гуровка) — присілок у складі Аургазинського району Башкортостану, Росія. Входить до складу Тряпинської сільської ради.
Населення — 93 особи (2010; 104 в 2002).
Національний склад:
- чуваші — 75%